# Dariusz Dziarmaga
Dariusz Dziarmaga (ur. 20 września 1968 w Nowej Rudzie) – piłkarz polski grający na pozycji pomocnika.

## Kariera
Wychowanek Zjednoczonych Ścinawka Średnia, karierę piłkarską rozpoczął w klubie Piast Nowa Ruda. Grał w nim w latach 1985–1988. Na początku 1989 roku przeszedł do Śląska Wrocław. 2 września 1989 roku zadebiutował w pierwszej lidze w zremisowanym 0:0 domowym meczu ze Stalą Mielec. W Śląsku grał do jesieni 1990 i wtedy też wrócił do Piasta Nowa Ruda.
Na początku 1991 Dziarmaga przeszedł do Miedzi Legnica. W sezonie 1991/1992 zdobył z Miedzią Puchar Polski. W styczniu 1995 został zawodnikiem Zagłębia Lubin. W Zagłębiu swój debiut zanotował 5 marca 1995 w meczu ze Stomilem Olsztyn (1:0). W Zagłębiu grał do końca swojej kariery, czyli do końca 1999 roku.
Ogółem w polskiej ekstraklasie Dziarmaga rozegrał 77 meczów i strzelił 4 gole. Dariusz Dziarmaga rozegrał dwa spotkania w Pucharze Zdobywców Pucharów przeciwko AS Monaco i jeden mecz w Pucharze UEFA przeciwko AC Milan.